# Verwaltungsgemeinschaft Emmerting
Die Verwaltungsgemeinschaft Emmerting ist eine bayerische Verwaltungsgemeinschaft im Landkreis Altötting und besteht seit der Gemeindegebietsreform am 1. Mai 1978. Ihr gehören als Mitgliedsgemeinden an:
1. Emmerting, 4252 Einwohner, 14,07 km²
2. Mehring, 2343 Einwohner, 23,38 km²

(Einwohnerzahlen vom 31. Dezember 2023)
Sitz der Verwaltungsgemeinschaft ist Emmerting.

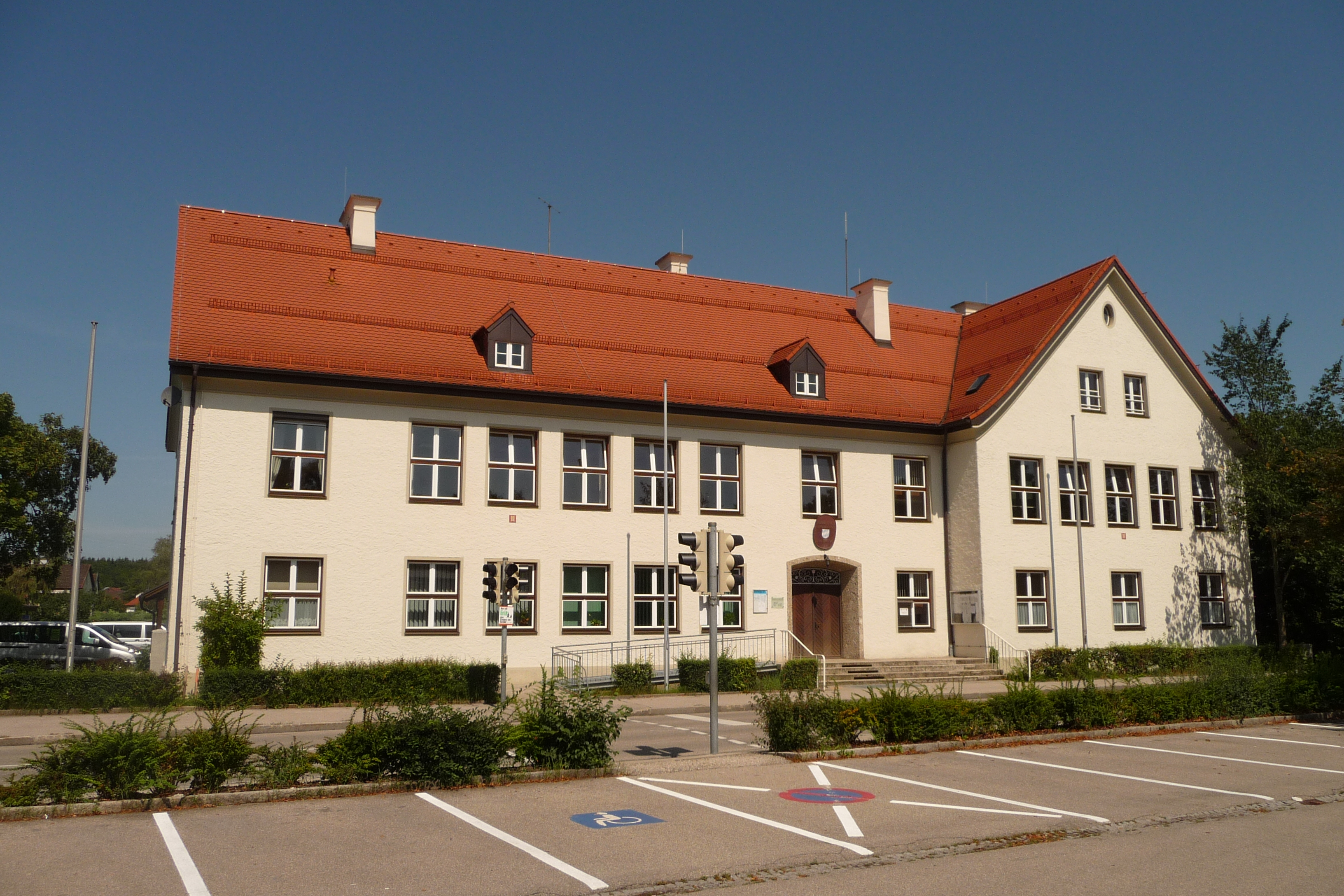
Das Rathaus der Verwaltungsgemeinschaft in Emmerting